# Synema togoense
Synema togoense är en spindelart som beskrevs av Dahl 1907. Synema togoense ingår i släktet Synema och familjen krabbspindlar.
Artens utbredningsområde är Togo. Inga underarter finns listade i Catalogue of Life.